# 風之繼承者
《風之繼承者》是日本Studio e.go!公司在2004年11月26日發售的回合策略類型成人遊戲，遊戲分成CD-ROM版和DVD-ROM版發售。

## 遊戲系統
遊戲是分成ADV模式和SLG模式，在ADV模式中玩家在觀看劇情時根據玩家所選擇的部分選項將會影響進入女主角的結局。在SLG模式中玩家所控制的角色和精靈都會有HP和AP數值，除了移動和情報的指令以外其他的指令都會消耗1～3的AP值來限制行動。只有晃司可以使用勸誘（最多收到16隻）和召喚（最多到8隻）來增加精靈同伴，精靈的忠誠心會影響AP值的恢復量，忠誠心100的精靈死後會留下魂魄可以讓其他精靈接收繼承技能，同種類的精靈可以進行合體來強化能力。攻擊除了物理攻擊外還分成金木水火土五種屬性，不同屬性攻防會影響傷害數值。

## 故事
西條晃司有能看見別人無法看見精靈的能力來從事探偵工作。某一天他接受了調查建設中工程現場發生靈異事件的委託，他來到工地現場將肇事的精靈全部消滅掉後發現能在空中飄浮的不可思議少女早紀。她說晃二是精靈使，自己是使魔。晃二不明白她的話，但不能將她放置不管，只好決定把她當作自己的妹妹收留開始同居生活。

## 角色

### 主要角色
西條晃司（聲優：梅小路ピンポン）
本作的男主角，獨居的在學學生，擁有能看見別人無法看見精靈的能力，後來利用此能力來從事探偵工作。會將雨傘改造成武器來使用。
西條早紀
出現在晃司面前的失憶少女，只記得自己名字是早紀（サキ），被晃司收留後成為晃司的妹妹並取名為西條早紀。擁有空中飄浮的能力和很大的食量。
山南晶
晃司的同學，和姊姊同住，擅長做家事和武術。
山南真琴
晶的姊姊，晃司的師傅，經營探偵事務所。有飼養一隻名叫ギン的狗。
東野沙織
和晃司同樣擁有能看見精靈能力的少女，擅長使用弓箭。

### 其他角色
西條敬一
晃司的哥哥，在市內大醫院工作的外科醫生。
東野透
沙織的弟弟。
北小路聖
警視廳捜査一課的刑警。
若菜美紗紀
聖的同伴，新任刑警。
宇賀神柾毅
宇賀神財團的創始人，東野姊弟的監護人。
ルイーズ・ブールジェ
柾毅的秘書。

## 工作人員
- 原畫：山本和枝[3]
- 劇本：石川洋一、高橋直樹
- 音樂：
- OP影片：神月社
- 程式、演出、監督：有原昌顕

## 主題曲
片頭曲
作曲：AngelNote　作詞/歌：みるくくるみ
片尾曲「FreeBird」
作曲：　作詞/歌：CANDY

## 書籍
2005年4月25日由JIVE發售（ISBN 4-86176-146-8）。

## 外部連結
- Studio e.go!（日語）
- 風の継承者Studio e.go!（日語）
- Studio e･go! （页面存档备份，存于）（日語）